# Petr Křivánek
Petr Křivánek (* 18. března 1970 Brno) je bývalý československý fotbalista, obránce, český reprezentant. Jeho tchánem je bývalý československý basketbalista, trenér a sportovní funkcionář Jan Bobrovský.

## Fotbalová kariéra
Od mládežnických kategorií hrál za Zbrojovku, vyhrál s ní dorostenecký titul v sezoně 1987/88. V lize odehrál celkem 317 utkání a dal 20 gólů, ve druhé lize dalších 21 utkání a 1 gól. Profesionálně hrál jen za Zbrojovku. Jednou nastoupil v reprezentaci – 4. září 1996 při výhře 2-1 nad Islandem. V evropských pohárech nastoupil ke 20 utkáním a dal 1 gól. Byl dlouholetý kapitán Zbrojovky, odehrál za Zbrojovku nejvíc ligových utkání (317), zaznamenal nejvíce ligových gólů jako obránce (20), odehrál nejvíc ligových sezón (14 jako Oldřich Rulc) a nejvíce soutěžních zápasů (asi 400). Jako první hráč samostatné české ligy dosáhl 300 ligových startů v této soutěži. Po skončení prvoligové kariéry působil od léta 2005 v rakouském Unionu Ardagger. Ve své poslední sezoně 2012/13 si v 1. NÖN Landeslize (4. liga) připsal 29 startů a vstřelil 2 branky.

## Ligová bilance
| Ročník                                        | Zápasy | Góly | Klub                        |
| --------------------------------------------- | ------ | ---- | --------------------------- |
| 1. československá fotbalová liga 1990/91      | 5      | 0    | FC Zbrojovka Brno           |
| Českomoravská fotbalová liga 1991/92          | 6      | 0    | FC Zbrojovka / FC Boby Brno |
| 1. československá fotbalová liga 1992/93      | 12     | 2    | FC Boby Brno                |
| 1. česká fotbalová liga 1993/94               | 27     | 3    | FC Boby Brno                |
| 1. česká fotbalová liga 1994/95               | 28     | 2    | FC Boby Brno                |
| 1. česká fotbalová liga 1995/96               | 29     | 0    | FC Boby Brno                |
| 1. česká fotbalová liga 1996/97               | 30     | 1    | FC Boby Brno                |
| 1. Gambrinus liga 1997/98                     | 27     | 1    | FC Boby Brno                |
| 1. Gambrinus liga 1998/99                     | 26     | 3    | FC Boby Brno                |
| 1. Gambrinus liga 1999/00                     | 28     | 5    | FC Stavo Artikel Brno       |
| 1. Gambrinus liga 2000/01                     | 18     | 1    | FC Stavo Artikel Brno       |
| 1. Gambrinus liga 2001/02                     | 29     | 0    | FC Stavo Artikel Brno       |
| 1. Gambrinus liga 2002/03                     | 21     | 0    | 1. FC Brno                  |
| 1. Gambrinus liga 2003/04                     | 25     | 2    | 1. FC Brno                  |
| 2. česká fotbalová liga 2003/04               | 5      | 0    | 1. FC Brno B                |
| 1. Gambrinus liga 2004/05                     | 12     | 0    | 1. FC Brno                  |
| 2. česká fotbalová liga 2004/05               | 10     | 1    | 1. FC Brno B                |
| Niederösterreich Landesliga (4. liga) 2005/06 | 28     | 4    | SC Union Ardagger           |
| Niederösterreich Landesliga (4. liga) 2006/07 | 26     | 4    | SC Union Ardagger           |
| Niederösterreich Landesliga (4. liga) 2007/08 | 25     | 4    | SC Union Ardagger           |
| Niederösterreich Landesliga (4. liga) 2008/09 | 30     | 5    | SC Union Ardagger           |
| Niederösterreich Landesliga (4. liga) 2009/10 | 29     | 4    | SC Union Ardagger           |
| Niederösterreich Landesliga (4. liga) 2010/11 | 26     | 3    | SC Union Ardagger           |
| Niederösterreich Landesliga (4. liga) 2011/12 | 26     | 3    | SC Union Ardagger           |
| Niederösterreich Landesliga (4. liga) 2012/13 | 29     | 2    | SC Union Ardagger           |
| CELKEM 1. LIGA                                | 317    | 20   |                             |
| CELKEM 2. LIGA                                | 21     | 1    |                             |
| CELKEM 1. NÖN LANDESLIGA (4. LIGA)            | 219    | 29   |                             |